# Laura Chaubard
Pour les articles homonymes, voir Chaubard.
Laura Chaubard, née en février 1980, est une ingénieure générale de l'armement française. Elle est depuis le 5 octobre 2022 directrice générale de l'École polytechnique, et présidente par intérim du conseil d'administration de l'école, depuis le 17 septembre 2023.

## Biographie
Laura Chaubard naît en février 1980 de parents professeurs de lycée en philosophie et histoire et grandit en banlieue parisienne, à Malakoff. Elle étudie à partir de la seconde au lycée Henri-IV, où elle choisit la filière scientifique, puis en classes préparatoires au lycée Janson-de-Sailly. Elle intègre l'École polytechnique en 1999. Elle commence ensuite en 2003 un doctorat en mathématiques, financé par la direction générale de l'Armement, à l'université Paris 7 sous la direction de Jean-Éric Pin. Elle soutient en mai 2007 sa thèse de doctorat intitulée Méthodes algébriques pour les langages formels : applications à la logique et à la dynamique symbolique.
En 2006, elle rejoint la direction générale de l'Armement comme experte en intelligence artificielle, où elle contribue notamment à l'organisation de la campagne ESTER 2 d'évaluation de plusieurs systèmes d'analyse automatique (transcription, segmentation, reconnaissance d'entités nommées) de documents audio en français,. Devenant architecte du système d'information pour le renseignement en 2010, elle est nommée en février 2013 cheffe du bureau des PME stratégiques, puis responsable de la programmation budgétaire de janvier à août 2017, toujours à la DGA. 
Le 28 août 2017, Laura Chaubard est nommée conseillère innovation au cabinet de la ministre des Armées Florence Parly. Elle y contribue notamment à la création du fonds Définvest, un fonds d'investissement dont l'objectif est de soutenir les entreprises stratégiques pour le secteur de la défense en France.
Le 7 octobre 2019, elle succède à Marie Villette en tant que directrice générale de l'Établissement public du parc et de la grande halle de la Villette,. 
Lors du conseil des ministres du 5 octobre 2022, elle est nommée directrice générale de l'École polytechnique,, devenant la première femme à occuper ce poste. Le 17 septembre 2023, elle est nommée présidente par intérim du conseil d'administration de l'École polytechnique, à la fin du mandat d'Éric Labaye.
Par ailleurs, ce même décret la nomme au 1er octobre 2022 Ingénieure générale de deuxième classe (deux étoiles) de l'armement à 42 ans, ce qui en fait la plus jeune générale de France, plus jeune que Jean Larroque à 43 ans.

## Distinctions
- Chevalière de l'ordre national du Mérite depuis le 26 avril 2017[19]
- Chevalière de la Légion d'honneur depuis le 7 juillet 2021[20]